# Lorsbach
Lorsbach ist seit dem 1. Juli 1972 ein Ortsteil der heutigen Kreisstadt des südhessischen Main-Taunus-Kreises Hofheim am Taunus und hat rund 2800 Einwohner.

## Geografische Lage

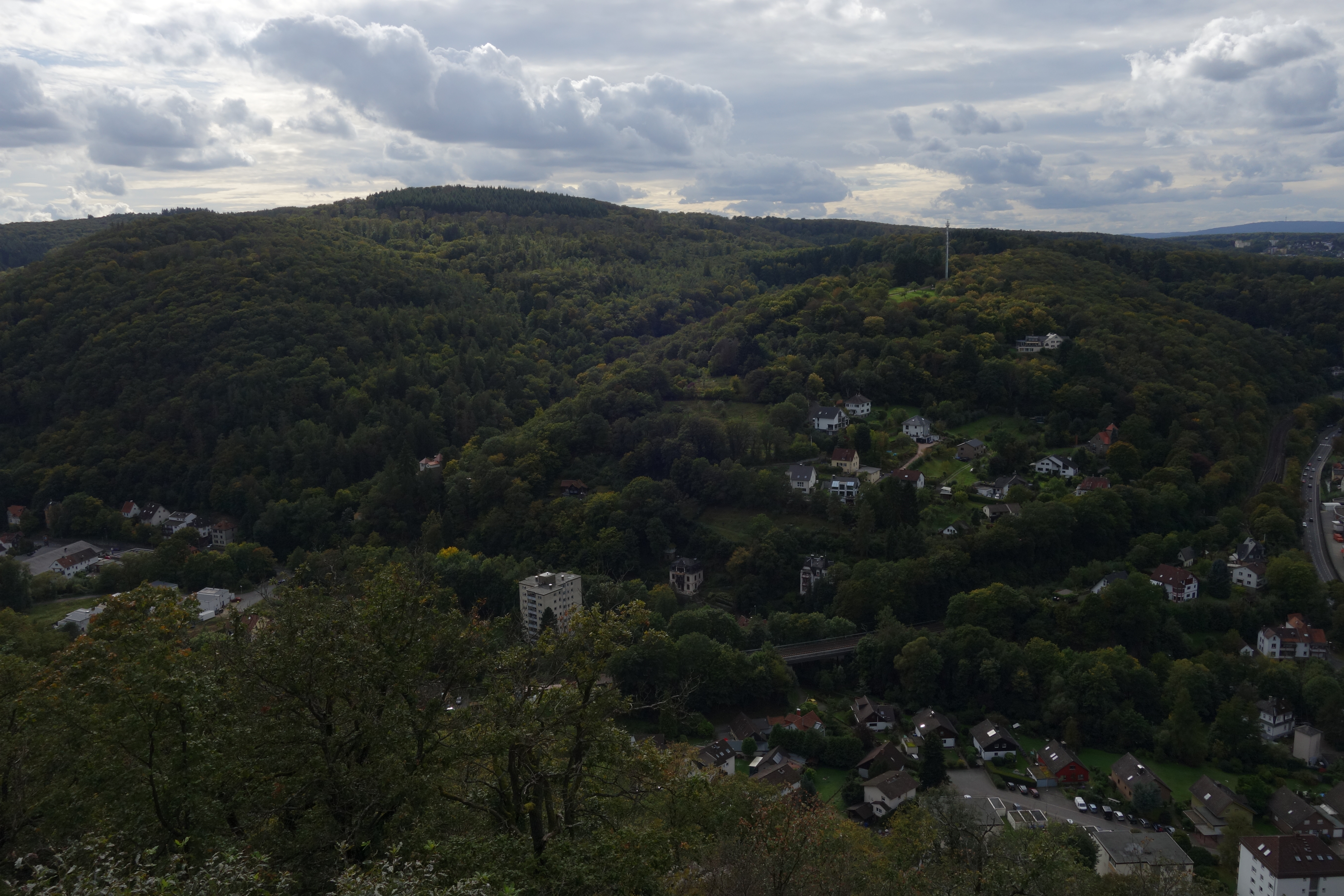
Der Berg Judenkopf auf Lorsbacher Gemarkung ist die höchste Erhebung des Hofheimer Stadtgebiets.

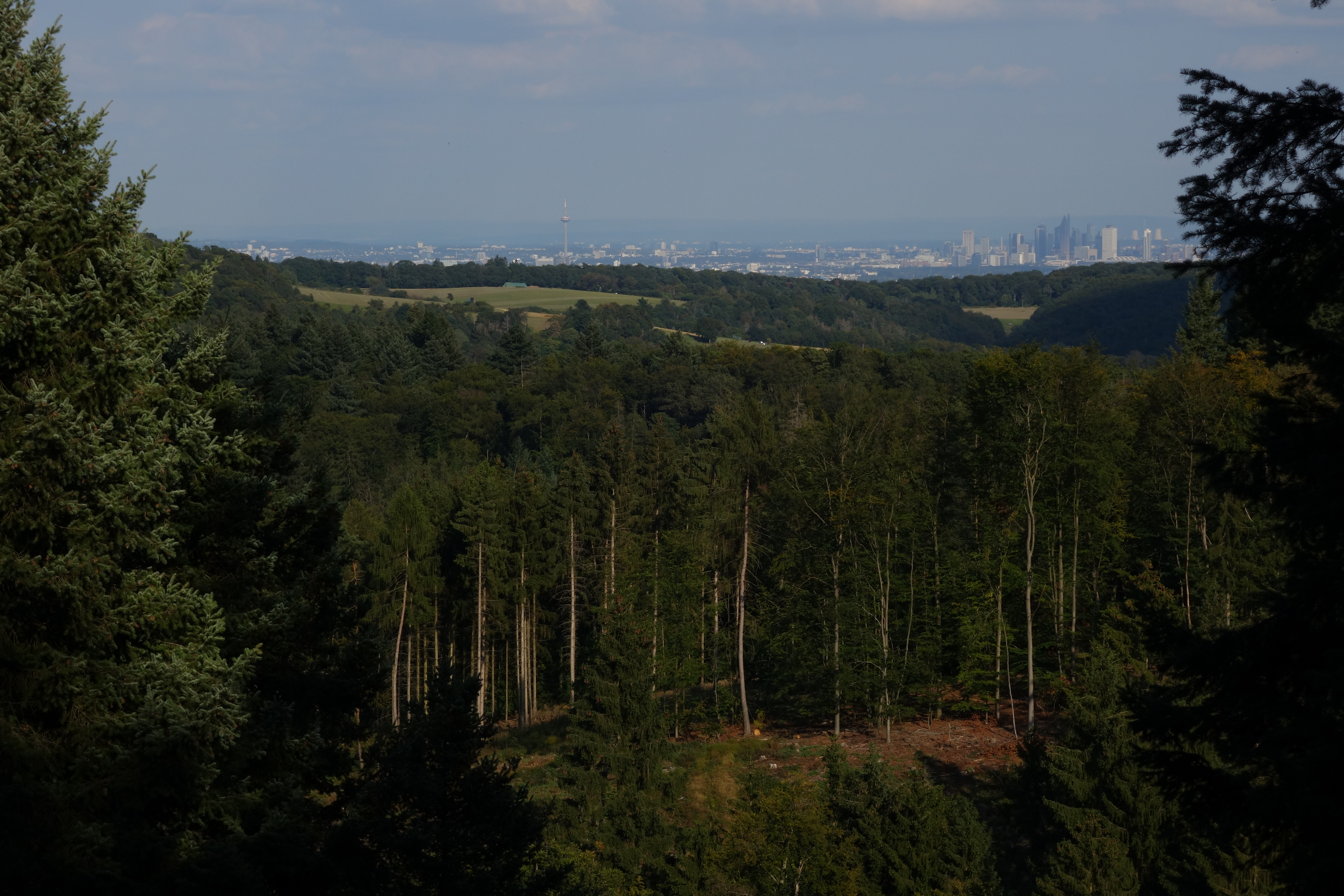
Blick vom Aussichtspunkt Skyline-View (unterhalb des Judenkopf-Gipfels) hinweg über den südöstlichen Ausläufer des Berges Staufen und den Pass an der Gundelhard zur Frankfurter Skyline

Blick auf Lorsbach aus südwestlicher Richtung, entlang der Landstraße 3368 aus Langenhain. Im Hintergrund links der Berg Staufen, mittig daneben dessen Nebenkuppe Hahnenkopf; nach rechts steigt der Lorsbacher Kopf an

Lorsbach liegt in den südlichen Ausläufern des Taunus, nördlich von Hofheim am Taunus. Es befindet sich im engen Lorsbachtal, das Eppstein mit Hofheim verbindet. Durch das Lorsbachtal fließt der Schwarzbach, der früher auch Goldbach bzw. Kriftel hieß. Daran erinnert der Straßenname Goldbachweg.
Zur Lorsbacher Gemarkung zählt auch die Gehöftgruppe Gundelhard, die 2 km nordöstlich des Ortes am Lorsbacher Kopf liegt.
Im Westen der Lorsbacher Gemarkung steht der Berg Judenkopf (410 m ü. NN), die höchste Erhebung des Hofheimer Stadtgebiets. Im Norden und Osten Lorsbachs erheben sich die Berge Staufen (451 m ü. NN) und Lorsbacher Kopf (308 m ü. NN). Dazwischen liegt die Passhöhe Gundelhard sowie die gleichnamige Gehöftgruppe an der Grenze zum Kelkheimer Stadtteil Münster. Im Südosten des Ortes befindet sich der Kapellenberg (292 m ü. NN).

## Geschichte
Lorsbach wurde urkundlich zuerst in dem Lehnsverzeichnis der Stadt Eppstein im Taunus aus dem Jahre 1280 erwähnt. Dort wird Lorsbach als Ansiedlung mehrerer Gehöfte beschrieben.
Wahrscheinlich gab es jedoch schon vorher eine Ansiedlung im Lorsbachtal, wovon die Alteburg zeugt, ein Ringwallsystem aus dem frühen Mittelalter.
Die Ansiedlung vergrößerte sich vor allem, als in der Mitte des 19. Jahrhunderts die Eisenbahnstrecke zwischen Frankfurt am Main und Limburg an der Lahn durch Lorsbach gebaut wurde. Mit der Gründung der ersten Lederfabrik Lorsbachs 1881 wurde dann der Grundstein für den Hauptindustriezweig der nächsten hundert Jahre gelegt. Nach dem Zweiten Weltkrieg stieg die Einwohnerzahl Lorsbachs erstmals über 2000.
Zum 1. Juli 1972 wurde die bis dahin selbständige Gemeinde im Zuge der Gebietsreform in Hessen auf freiwilliger Basis in die Stadt Hofheim am Taunus als Stadtteil eingegliedert. Für Lorsbach wurde, wie für die übrigen Stadtteile und die Kernstadt, ein Ortsbezirk mit Ortsbeirat und Ortsvorsteher gebildet.
Territorialgeschichte und Verwaltung
Die folgende Liste zeigt im Überblick die Staaten, in denen Lorsbach lag, und deren Verwaltungseinheiten, denen es unterstand:
- Ende 12. Jahrhundert: Heiliges Römisches Reich, Herrschaft Eppstein, Amt Eppstein
- ab 1492: Heiliges Römisches Reich, Landgrafschaft Hessen, Amt Eppstein
- ab 1567: Heiliges Römisches Reich, Landgrafschaft Hessen-Marburg, Amt Eppstein[9]
- 1604–1648: Heiliges Römisches Reich, strittig zwischen Landgrafschaft Hessen-Darmstadt und Landgrafschaft Hessen-Kassel (Hessenkrieg), Amt Eppstein
- ab 1604: Heiliges Römisches Reich, Landgrafschaft Hessen-Darmstadt,Oberfürstentum Hessen, Amt Eppstein
- ab 1643: Heiliges Römisches Reich, Landgrafschaft Hessen-Darmstadt, Oberfürstentum Hessen, Amt Wallau
- ab 1803: Heiliges Römisches Reich, Fürstentum Nassau-Usingen, Amt Wallau
- ab 1806: Herzogtum Nassau, Amt Wallau
- ab 1817: Herzogtum Nassau, Amt Hochheim
- ab 1849: Herzogtum Nassau, Kreisamt Höchst
- ab 1854: Herzogtum Nassau, Amt Hochheim
- ab 1867: Königreich Preußen, Provinz Hessen-Nassau, Regierungsbezirk Wiesbaden, Mainkreis
- ab 1871: Deutsches Reich, Königreich Preußen, Provinz Hessen-Nassau, Regierungsbezirk Wiesbaden, Mainkreis
- ab 1886: Deutsches Reich, Königreich Preußen, Provinz Hessen-Nassau, Regierungsbezirk Wiesbaden, Kreis Höchst
- ab 1918: Deutsches Reich (Weimarer Republik), Freistaat Preußen, Provinz Hessen-Nassau, Regierungsbezirk Wiesbaden, Kreis Höchst
- ab 1928: Deutsches Reich, Freistaat Preußen, Provinz Hessen-Nassau, Regierungsbezirk Wiesbaden, Main-Taunus-Kreis
- ab 1944: Deutsches Reich, Freistaat Preußen, Provinz Nassau, Main-Taunus-Kreis
- ab 1945: Deutsches Reich, Amerikanische Besatzungszone, Groß-Hessen, Regierungsbezirk Wiesbaden, Main-Taunus-Kreis
- ab 1946: Deutsches Reich, Amerikanische Besatzungszone, Hessen, Regierungsbezirk Wiesbaden, Main-Taunus-Kreis
- ab 1949: Bundesrepublik Deutschland, Hessen, Regierungsbezirk Wiesbaden, Main-Taunus-Kreis
- ab 1968: Bundesrepublik Deutschland, Hessen, Regierungsbezirk Darmstadt, Main-Taunus-Kreis

## Bevölkerung

### Einwohnerstruktur 2011
Nach den Erhebungen des Zensus 2011 lebten am Stichtag dem 9. Mai 2011 in Lorsbach 2637 Einwohner. Darunter waren 186 (7,0 %) Ausländer.
Nach dem Lebensalter waren 468 Einwohner unter 18 Jahren, 1098 zwischen 18 und 49, 588 zwischen 50 und 64 und 483 Einwohner waren älter. Die Einwohner lebten in 1188 Haushalten. Davon waren 360 Singlehaushalte, 378 Paare ohne Kinder und 339 Paare mit Kindern, sowie 90 Alleinerziehende und 21 Wohngemeinschaften. In 237 Haushalten lebten ausschließlich Senioren und in 831 Haushaltungen lebten keine Senioren.

### Einwohnerzahlen
| Quelle: Historisches Ortslexikon |                                                  |
| • 1543:                          | 34 Hausgesesse                                   |
| • 1592:                          | 40 Familien                                      |
| • 1610:                          | 56 Haushaltungen                                 |
| • 1630:                          | 39 Haushaltungen, 3 Witwen und 3 Vormundschaften |
| • 1637:                          | 8 Haushaltungen, 7 Witwen und 12 Kinder          |
| • 1656:                          | 20 Haushaltungen                                 |
| • 1699:                          | 29 Familien mit 108 Personen                     |
| • 1778:                          | 47 Familien                                      |
| • 1791:                          | 217 Einwohner                                    |
| • 1800:                          | 261 Einwohner                                    |
| • 1805:                          | 261 Gemeindemitglieder und 10 Witwen             |

| Lorsbach: Einwohnerzahlen von 1791 bis 2021 | Lorsbach: Einwohnerzahlen von 1791 bis 2021 | Lorsbach: Einwohnerzahlen von 1791 bis 2021 | Lorsbach: Einwohnerzahlen von 1791 bis 2021 | Lorsbach: Einwohnerzahlen von 1791 bis 2021 |
| --- | ------------------------------------------- | ------------------------------------------- | ------------------------------------------- | ------------------------------------------- |
| Jahr |                                             |                                             |                                             | Einwohner                                   |
| 1791 | 1791                                        |                                             | 217                                         | 217                                         |
| 1800 | 1800                                        |                                             | 261                                         | 261                                         |
| 1834 | 1834                                        |                                             | 353                                         | 353                                         |
| 1840 | 1840                                        |                                             | 367                                         | 367                                         |
| 1846 | 1846                                        |                                             | 379                                         | 379                                         |
| 1852 | 1852                                        |                                             | 430                                         | 430                                         |
| 1858 | 1858                                        |                                             | 414                                         | 414                                         |
| 1864 | 1864                                        |                                             | 444                                         | 444                                         |
| 1871 | 1871                                        |                                             | 462                                         | 462                                         |
| 1875 | 1875                                        |                                             | 572                                         | 572                                         |
| 1885 | 1885                                        |                                             | 585                                         | 585                                         |
| 1895 | 1895                                        |                                             | 674                                         | 674                                         |
| 1905 | 1905                                        |                                             | 969                                         | 969                                         |
| 1910 | 1910                                        |                                             | 1.162                                       | 1.162                                       |
| 1925 | 1925                                        |                                             | 1.333                                       | 1.333                                       |
| 1939 | 1939                                        |                                             | 1.444                                       | 1.444                                       |
| 1946 | 1946                                        |                                             | 1.894                                       | 1.894                                       |
| 1950 | 1950                                        |                                             | 2.064                                       | 2.064                                       |
| 1956 | 1956                                        |                                             | 2.090                                       | 2.090                                       |
| 1961 | 1961                                        |                                             | 2.251                                       | 2.251                                       |
| 1967 | 1967                                        |                                             | 2.575                                       | 2.575                                       |
| 1970 | 1970                                        |                                             | 2.499                                       | 2.499                                       |
| 1980 | 1980                                        |                                             | ?                                           | ?                                           |
| 1987 | 1987                                        |                                             | 2.459                                       | 2.459                                       |
| 2000 | 2000                                        |                                             | ?                                           | ?                                           |
| 2011 | 2011                                        |                                             | 2.637                                       | 2.637                                       |
| 2021 | 2021                                        |                                             | 2.839                                       | 2.839                                       |
| Datenquelle: Historisches Gemeindeverzeichnis für Hessen: Die Bevölkerung der Gemeinden 1834 bis 1967. Wiesbaden: Hessisches Statistisches Landesamt, 1968. Weitere Quellen: LAGIS;; Stadt Hofheim am Taunus; Zensus 2011 |                                             |                                             |                                             |                                             |

### Religion
Neben der evangelischen Kirche und der katholischen Herz-Jesu-Kirche, gibt es auch eine evangelisch-methodistische Gemeinde.
Historische Religionszugehörigkeit
| • 1885: | 0535 evangelische (= 91,45 %), 50 katholische (= 8,55 %) Einwohner   |
| • 1961: | 1593 evangelische (= 70,77 %), 562 katholische (= 24,97 %) Einwohner |

## Politik

### Ortsbeirat
Im Ortsbeirat Hofheim-Lorsbach sind nach den Kommunalwahlen in Hessen 2021 die neun Sitze wie folgt verteilt:
| Partei    | Sitze | Ergebnis |
| --------- | ----- | -------- |
| CDU       | 3     | 31,3 %   |
| Grüne     | 2     | 21,7 %   |
| BfH       | 1     | 13,2 %   |
| FWG       | 1     | 10,2 %   |
| Die Linke | 1     | 9,5 %    |
| SPD       | 1     | 8,4 %    |

Ortsvorsteher ist Dieter Kugelmann (CDU)

### Wappen
Das Wappen von Lorsbach, eigentlich nur ein Gerichtssiegel, ist ein blaues Rebmesser (keine Sichel) auf goldenem Grund. Vom Mittelalter bis Anfang des 19. Jahrhunderts wurde in Lorsbach noch Wein angebaut.

## Kultur und Sehenswürdigkeiten

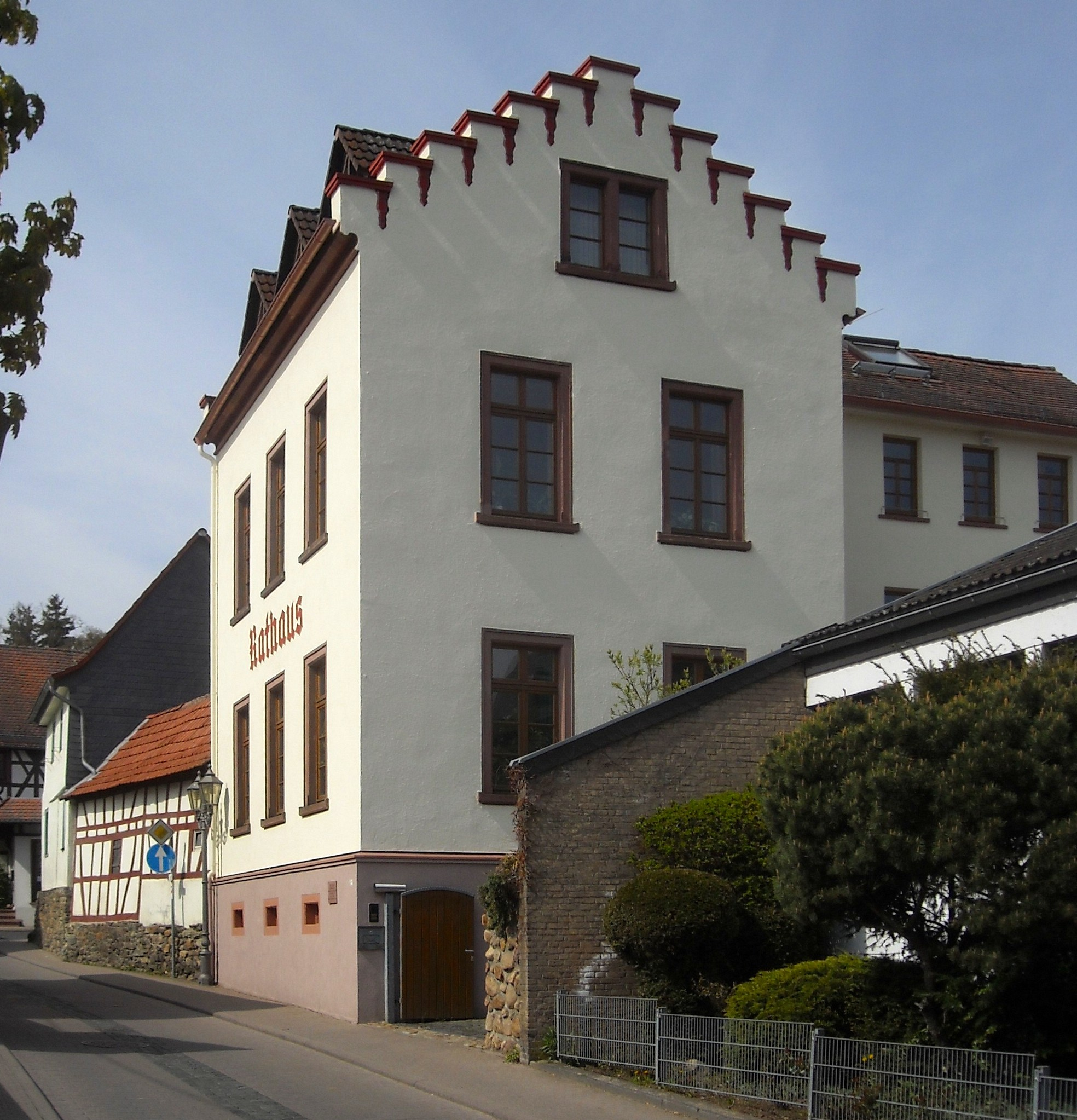
Ehemaliges Lorsbacher Rathaus

### Kulturdenkmale
Für die Kulturdenkmäler des Ortes siehe die Liste der Kulturdenkmäler in Lorsbach.

## Wirtschaft und Infrastruktur

### Unternehmen
Nach der Schließung der großen Lederfabriken in Lorsbach sind die Hauptarbeitgeber kleine und mittelständische Handwerksbetriebe.

### Verkehr
Lorsbach liegt an der Main-Lahn-Bahn und ist an das Netz der S-Bahn Rhein-Main angeschlossen. Vom in der Mitte des Ortes gelegenen Bahnhof fahren Züge der Linie S2 in Richtung Niedernhausen, bzw. Frankfurt (Main) und Offenbach (Main) nach Dietzenbach. Die Fahrzeit zum Frankfurter Hauptbahnhof beträgt 23 Minuten. Die S2 fährt in der Hauptverkehrszeit im 15-Minuten-Takt.
| Linie | Verlauf | Takt                    |
| ----- | --- | ----------------------- |
| S2    | Niedernhausen (Taunus) – Niederjosbach – Bremthal – Eppstein – Lorsbach – Hofheim (Taunus) – Kriftel – Frankfurt-Zeilsheim – Frankfurt-Höchst Farbwerke – Frankfurt-Höchst – Frankfurt-Nied – Frankfurt-Griesheim – Frankfurt (Main) Hbf tief – Frankfurt (Main) Taunusanlage – Frankfurt (Main) Hauptwache – Frankfurt (Main) Konstablerwache – Frankfurt (Main) Ostendstraße – Frankfurt (Main) Mühlberg – Offenbach-Kaiserlei – Offenbach Ledermuseum – Offenbach Marktplatz – Offenbach (Main) Ost – Offenbach-Bieber – Heusenstamm – Dietzenbach-Steinberg – Dietzenbach Mitte – Dietzenbach Bhf | 30 min 15 min (zur HVZ) |

Durch Lorsbach führen zwei Landesstraßen aufeinander. Die L3011 führt von Hattersheim im Süden mit Anschluss an A66 über die Kernstadt Hofheim weiter nach Norden in Richtung Eppstein. In der Ortsdurchfahrt von Lorsbach zweigt die L3368 hiervon zu den westlich gelegenen Stadtteilen Langenhain und Wallau ab mit Anschluss an die Bundesautobahn 66 und die Bundesautobahn 3.

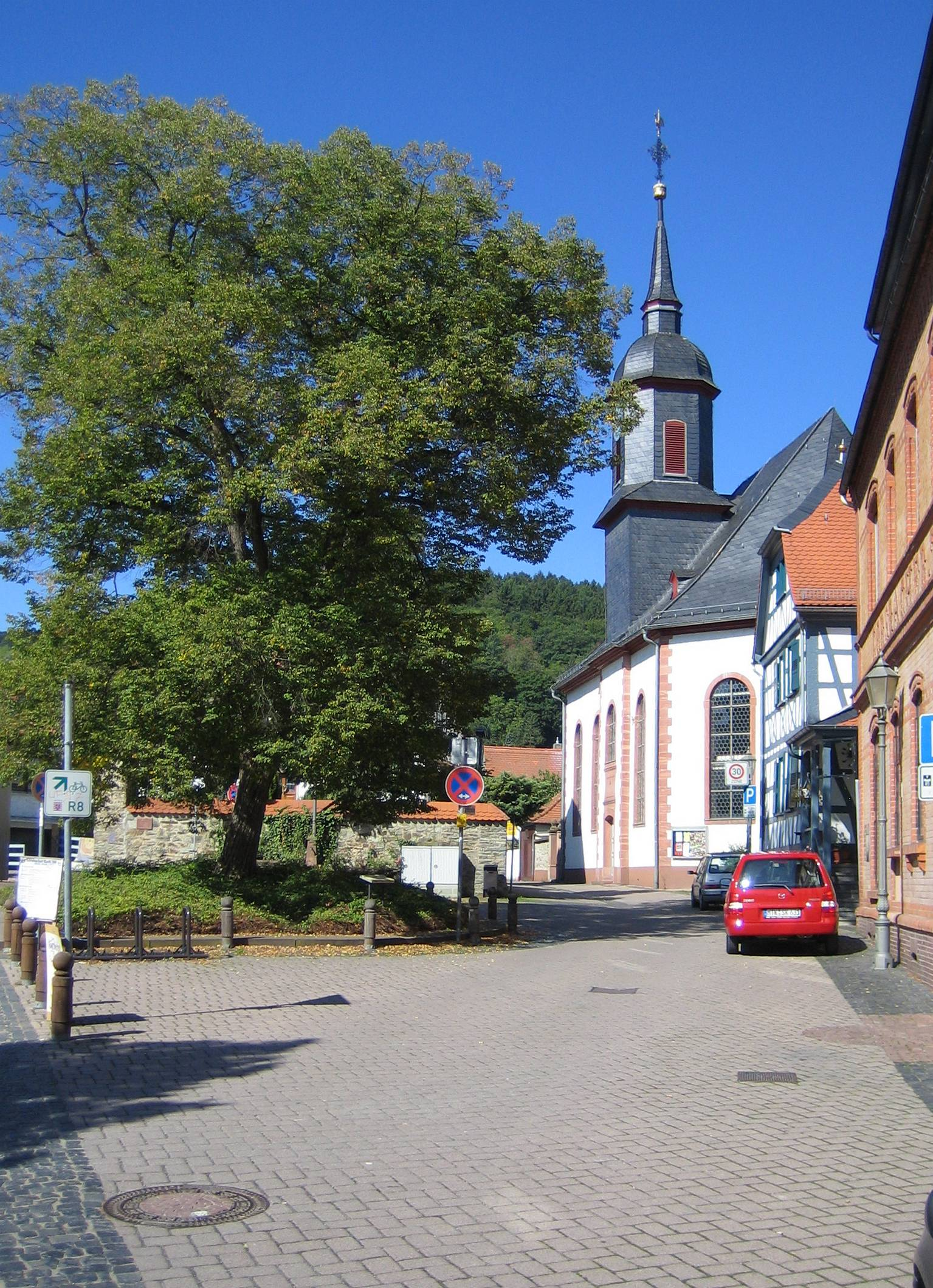
Ev. Kirche und ehemalige Dorflinde von Lorsbach

### Schulen
In Lorsbach befindet sich eine Grundschule, welche in den 90er Jahren um einen Anbau erweitert wurde.
2012 zog die private staatlich anerkannte Berufsfachschule Schule für Clowns von Mainz nach Lorsbach um und befindet sich seitdem in dem Gebäudekomplex eines ehemaligen Gasthofs.

### Kindergarten
Der Ort verfügt über einen Kindergarten, der von der ev. Kirche getragen wird.

### Sport & Freizeiteinrichtungen
Lorsbach besitzt einen Sportplatz, eine Turnhalle, ein städtisches Gemeindezentrum, ein Gemeindezentrum der evangelischen Kirche, mehrere Spielplätze und einen Modellflugplatz.
Die Turnhalle wurde vor einigen Jahren komplett neu errichtet. Lorsbach verfügt über mehrere Vereine:
- 1. FC Lorsbach (Fußball)
- TV Lorsbach (Turn & Sportverein)
- Heimat- und Geschichtsverein Lorsbach[16]
- Taunusklub Lorsbach
- Wintersportverein (WSV) Lorsbach
- Freiwillige Feuerwehr Lorsbach
- Deutsches Rotes Kreuz, Ortsverband Lorsbach/Ts.
- Frauenchor Lorsbach
- Kerbegesellschaft Lorsbach

Lorsbach ist Ausgangspunkt für Wanderungen in die Nassauische Schweiz.